# Шостек, Мечислав
Мечислав Шостек (пол. Mieczysław Szostek; 20 сентября 1933 года, Легьоново — 16 ноября 2021 года, Варшава) — польский врач, профессор медицинских наук, посол на Сейм Польской Народной Республики IX каденции, председатель Национального совета столичного города Варшавы (1981—1990).

## Биография
До 3 сентября 1939 года жил в Легьоново, после чего переехал в окрестности Седльце, где окончил начальную и среднюю школу. В 1952—1958 годах учился в Медицинской академии в Варшаве. Затем начал работать в Первой хирургической клинике Медицинской академии, которой руководил профессор Ян Нелюбович.
В 1963 году получил специализацию 1-й степени по общей хирургии, а в 1967 году специализацию 2-й степени (получил звание доктора медицины на основании диссертации «Реканализация тромбов»). В 1964—1965 годах был стипендиатом Британского медицинского совета и стажировался в Великобритании. В 1975 году получил хабилитацию на основании работы «Хирургическое лечение посттромботического синдрома». С 1978 по 1981 год был заместителем директора, а в 1982—1989 годах директором Института хирургии Медицинской академии. С 1980 по 2003 год заведующий кафедрой-клиникой общей хирургии и болезней органов грудной клетки. В 1984 году прошел трехмесячный курс обучения в Лунде, Швеция, а в 1985 году — в Западной Германии. В 1985 и 1986 годах был консультантом Всемирной организации здравоохранения по сосудистой хирургии, проводил курсы повышения квалификации в Индии, Китае и Корее.
Несколько сроков заседал в Национальном совете столичного города Варшавы, был его председателем в 1981—1990 годах (как первый беспартийный человек в истории этого органа). С 1985 по 1989 год был послом на Сейм Польской Народной Республики IX каденции от округа Варшава-Охота, заседал в Комитете национальной обороны, Комитете социальной политики, здравоохранения и физической культуры, Чрезвычайном комитете для рассмотрения законопроектов, вносящих изменения в положения о народных советах и местном самоуправлении, а также в Чрезвычайной комиссии для рассмотрения законопроекта о коммунальной собственности. В 1986—1989 годах был членом Национального Грюнвальдского комитета.
В 1990 году был организатором Европейского конгресса сосудистых хирургов, а также организовывал другие национальные и международные специализированные конференции. В 1991—1992 годах был президентом Европейского общества сосудистых хирургов, а затем еще и членом его правления. С 1999 по 2002 год был проректором Медицинской академии в Варшаве по клиническим вопросам, инвестициям и сотрудничеству с регионами, а с 16 декабря 2003 года — президентом правления Фонда развития сосудистой хирургии. С 2001 по 2009 год был национальным консультантом по сосудистой хирургии. В 2005—2007 годах президентом Центральноевропейского сосудистого форума. Являлся многолетним членом правления (включая пост секретаря) и почетным членом Общества польских хирургов, а также почетным членом Польского общества сосудистых хирургов и Польского общества ангиологов. В последние годы своей жизни был деканом факультета медицинских наук Мазовецкого инновационного высшего коллегиума в Седльце. В течение трех сроков был вице-президентом Всемирной ассоциации солдат Армии Крайовой.
Куратор большого количества докторских диссертаций, также был куратором по хабилитации. Опубликовал более 250 работ в польских и зарубежных журналах и выступил со многими докладами.
5 июня 2014 года Совет столичного города Варшава присвоил ему звание Почетного гражданина столичного города Варшавы.
Похоронен на кладбище в Вилянуве.

## Награды
- Большой крест ордена Возрождения Польши («за выдающиеся достижения в научной и педагогической деятельности», 2005)[4].
- Командорский крест со звездой ордена Возрождения Польши(2000)[5]
- Кавалерский крест ордена Возрождения Польши
- Золотой Крест Заслуги
- Медаль 30-летия Народной Польши
- Медаль 40-летия Народной Польши
- Золотая медаль «За заслуги при защите страны»
- Медаль Национальной комиссии по образованию
- Медаль «Pro Patria»
- Медаль за заслуги перед Варшавским медицинским университетом
- Медаль за заслуги перед медицинским факультетом
- Знак почетного звания «Заслуженный врач Польской Народной Республики»
- Почетный знак «За образцовую работу в сфере здравоохранения»
- Золотой знак «Заслуженный деятель физической культуры»
- Почетный знак столичного города Варшавы
- Почетный знак Союза инвалидов войны
- Знак «Образцовый врач Республики Польша»